# Jacqui Cole

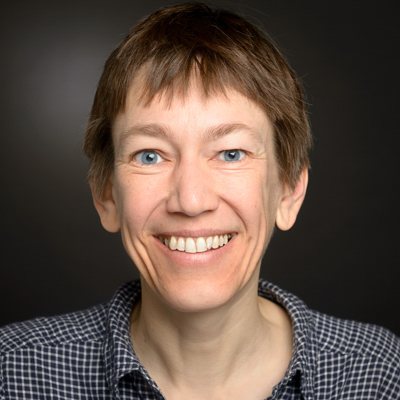
Detracto de Jacqui Cole

Jacqueline Manina Cole es directora del grupo de Ingeniería Molecular del Laboratorio Cavendish en la Universidad de Cambridge. Es conocida por su labor de investigación en el diseño de materiales para aplicaciones optoelectrónicas.

## Educación y vida tempranas
Cole se licenció en Química en la Universidad de Durham en 1994. Allí completó también su doctorado en 1997. En su tesis, titulada Estudios estructurales de compuestos orgánicos y organometálicos utilizando técnicas de rayos X y neutrones, describió la relación entre la estructura y propiedades de materiales ópticos no lineales, entre ellos complejos de metales de transición. Su supervisora fue Judith Howard.
Durante un postdoctorado en  la Universidad de Kent, Cole estudió la estructura de materiales amorfos. Luego, en 2001, se trasladó  a la Universidad de Cambridge como investigadora en St Catharine's College, donde empezó a interesarse por la fotocristalografía. En su tiempo libre, Cole completó una licenciatura en Matemáticas en la Universidad Abierta. También obtuvo diplomas en Estadística (2004), Física (2008) y Astronomía (2006), así como una  licenciatura en Ingeniería (2014) de la Universidad Abierta. Recibió un segundo doctorado en Físicas de la Universidad de Cambridge en 2010.

## Carrera científica
Cole desarrolló una nueva aproximación analítica  para establecer las estructuras fotoinducidas en materiales optoelectrónicos. La fotoactivación puede resultar en cambios estructurales irreversibles, reversibles, de larga duración (microsegundos) y corta duración (nanosegundos). Cole utilizó la cristalografía de rayos X para controlar los sutiles cambios estructurales que ocurren durante la fotoexcitación. En 2008  fue nombrada Vicerrectora en la Universidad de Nuevo Brunswick.
Cole se ha  interesado en células solares Graetzel o células solares sensibilizadas por colorantes, óptica no lineal y almacenamiento óptico de datos. En estas células, un colorante usa la energía que absorbe de la luz solar para inyectar electrones a nanopartículas de dióxido de titanio y generar una corriente eléctrica. Cole trabajó en el diseño de fluoróforos orgánicos para mejorar el rendimiento del colorante. Investigó la minería de datos y los cálculos químico-cuánticos para intentar predecir el rendimiento de distintos colorantes.
Mientras los materiales inorgánicos dominan la industria de dispositivos fotónicos, tienen limitaciones que afectan a las  telecomunicaciones de alta velocidad. Los materiales electrónicos orgánicos tienen una respuesta significativamente más rápida. Cole utilizó in situ reflectometría de neutrones en el Laboratorio Nacional Argonne  para estudiar la interacción entre los electrólitos y electrodos en las células solares Graetzel. Diseñó células con colorantes orgánicos que alcanzaron una eficacia del 14,3 %.
Ya en su carrera temprana, Cole estudió el papel de la estructura molecular en la generación de segundo armónico. En concreto, ha estudiado los orígenes de la óptica no linear observada en la N-metilurea, donde las interacciones intermoleculares  y la donación de un electrón por parte del grupo de metilo dan como resultado un comportamiento diferente de la urea.
En 2018 Cole participó en una colaboración  entre el Consejo de Instalaciones de Ciencia y Tecnología (STFC), BASF y la instalación de neutrones ISIS para descubrir materiales funcionales. A fecha de 2019, Cole dirigía el grupo de Ingeniería Molecular en el Laboratorio Cavendish. Trabaja con el Laboratorio Rutherford Appleton Laboratorio en ciencia de datos y ha diseñado bases de datos de materiales magnéticos.

### Premios y honores
- 2000: Premio de Cristalografía Química de la Asociación Británica de Cristalografía.[18]

- 2006: 18.º premio a la Ciencia Franco-Británica.[1]
- 2007: Premio Brian Mercer, por sus contribuciones en nanotecnología.[1]
- 2009:  Medalla de Plata SAC de la Sociedad Real de Química.[19][20]

- 2020: Medalla Clifford Paterson de la Real Sociedad de Londres.[1]